# Жуламансай (станційне селище)
Жуламанса́й (рос. Жуламансай) — селище у складі Адамовського району Оренбурзької області, Росія.

## Населення
Населення — 27 осіб (2010; 47 у 2002).
Національний склад (станом на 2002 рік):
- казахи — 75 %